# Étival-lès-le-Mans
Étival-lès-le-Mans település Franciaországban, Sarthe megyében. Lakosainak száma 1852 fő (2022. január 1.). Étival-lès-le-Mans Pruillé-le-Chétif, Souligné-Flacé, Voivres-lès-le-Mans, Allonnes, Fay, Louplande és Saint-Georges-du-Bois községekkel határos.

## Népesség
A település népességének változása:
| Lakosok száma | 1962 | 1953 | 1984 | 1939 | 1943 | 1956 | 1921 | 1887 | 1852 |
|               | 2013 | 2015 | 2016 | 2017 | 2018 | 2019 | 2020 | 2021 | 2022 |